# Solva floresensis
Solva floresensis är en tvåvingeart som beskrevs av Meijere 1934. Solva floresensis ingår i släktet Solva och familjen lövträdsflugor. Inga underarter finns listade i Catalogue of Life.